# Albertville, Minnesota
Albertville là một thành phố thuộc quận Wright, tiểu bang Minnesota, Hoa Kỳ. Năm 2010, dân số của thành phố này là 7044 người.

## Dân số
- Dân số năm 2000: 3621 người.
- Dân số năm 2010: 7044 người.